# Dactylopsyllinae
Dactylopsyllinae – podrodzina owadów należących do rzędu pcheł.
Należą tutaj następujące rodzaje:
- Rodzaj Dactylopsylla Jordan, 1929a[2]
- Rodzaj Foxella Wagner, 1929[2]
- Rodzaj Spicata I. Fox, 1940[2]